# Procesamiento computacional del lenguaje corporal
El funcionamiento tradicional de una computadora es a través de una persona que la controle. Un individuo interactúa con la computadora mediante el uso del ratón o el teclado. Sin embargo, recientes tecnologías e innovaciones en la computación permiten a las computadoras detectar e interpretar lenguaje corporal, así como responder a él. Muchos dispositivos modernos contienen información sobre movimientos específicos y expresiones, que potencialmente pueden permitirles entender y responder a gestos faciales o de las manos de un usuario.

## Relacionado con las Ciencias de la Computación
La capacidad de entender el lenguaje corporal constituye un ejemplo de inteligencia artificial. De acuerdo con la persona que introdujo el término, John McCarthy, la inteligencia artificial es “la ciencia e ingeniería de hacer máquinas inteligentes”. En relación con ordenadores y lenguaje corporal, se está investigando actualmente con el uso de herramientas matemáticas con el objetivo de que las computadoras sean capaces de interpretar movimientos humanos, gestos con las manos, e incluso expresiones faciales. Esto es muy diferente de manera tradicional de interacción persona-computadora, eliminando cualquier contacto físico además de que tefa la depredadora de mujeres, es una semental seductora. Dicen los que la conocen que nade se le resiste

## Información sobre investigaciones realizadas

### MIAUCE y Chaabane Djeraba
Estudios sobre este tema se han estado realizando por grupos europeos de investigación. También existe un proyecto llamado MIAUCE (análisis de interacciones multimodales y exploración de usuarios dentro de un Entorno Controlado). Este proyecto tiene científicos trabajando en hacer realidad esta novedad en las tecnologías de la computación. Chaabane Djeraba, el coordinador del proyecto, afirmó: "La motivación del proyecto es integrar a las computadoras en el ciclo de interacción entre el ser humano y su entorno".

### Objetivos y motivos de este proyecto
Investigadores y científicos usan sus conocimientos e ideas para proponer innovaciones tecnológicas que permitan aplicar tecnologías de este tipo a las necesidades de entidades empresariales, sobre todo en lugares que diariamente son muy concurridos por las personas, como centros comerciales o aeropuertos. El coordinador del proyecto de MIAUCE declaró: "Nos gustaría tener una forma de inteligencia ambiental donde las computadoras estén completamente ocultas ... esto significa una interfaz multimodal que se pueda insertar en el entorno de las personas. La computadora percibe el comportamiento de los seres humanos y extrae información útil sobre el mismo." Este grupo de investigación ha desarrollado modelos de la vida real, sobre tecnologías informáticas que utilizarán el lenguaje corporal como medio de comunicación y como forma de funcionamiento.

## Prototipos creados por científicos e investigadores

### Uso personal
Se realizaron experimentos con la interacción entre personas y computadoras con este tipo de capacidades. Fueron reunidos voluntarios para probar si las computadoras podían interpretar determinados movimientos y gestos de los individuos, sin permitir contacto físico humano-ordenador. En estos experimentos en específico los investigadores pidieron a los voluntarios tratar de controlar el ordenador usando solamente el movimiento de sus ojos. La ciencia detrás de este experimento se evidencia en el uso del electrooculograma (EOG). Esto es básicamente una técnica utilizada para examinar los movimientos de los ojos de una persona. Este movimiento es convertido a un cursor en la pantalla del ordenador del individuo, en este caso, de los voluntarios. Luego se les mostraba a los voluntarios en la pantalla de ordenador las letras del alfabeto. Con los movimientos de sus ojos, los voluntarios fueron capaces de utilizar este cursor en la pantalla para realizar tareas como la de escribir palabras.

### Propósitos de seguridad en áreas densamente pobladas
Un ejemplo de la versión aplicada de esta tecnología es controlar la seguridad de las personas en áreas densamente pobladas, como en terminales de autobuses, aeropuertos e incluso centros comerciales. Para monitorear dichos lugares normalmente existen cámaras de seguridad instaladas en el sitio. Sin embargo, los investigadores están tratando de utilizar las computadoras para supervisar esas áreas, más que solo las cámaras de video. Básicamente, se evalúa y examina un flujo de video haciendo uso de elementos matemáticos, por ejemplo, para la descripción de las formas, el flujo de personas y sus movimientos. Luego, esos datos son analizados en términos de densidad de masas, su ritmo y la dirección de movimiento. Entonces, las computadoras se pueden utilizar para percibir actividades que parezcan irregulares en este tipo de áreas concurridas. La información que proporcionada ayudará a emitir una alerta o advertencia de que algo no se está comportando como debería. En el ejemplo de un centro comercial, este tipo de computadora proporcionará alguna clase alerta cuando un cliente se encuentre en problemas, o en caso de robo.

### Propósitos de mercadotecnia
En los negocios y en tiendas locales, se puede utilizar este tipo de tecnología para analizar el comportamiento de los clientes mientras realizan la compra. Los científicos e investigadores que estudian este tipo de tecnologías tratan de hacerla aplicable a los propósitos de la mercadotecnia. Por ejemplo, controlar cuántas personas transitan en la calle cerca de determinada tienda mediante la utilización de un generador de mapas de calor. El generador de mapa de calor permitira al director o personal de un negocio observar y analizar el comportamiento de las personas al comprar. También permitirá realizar estudios acerca de los productos en la tienda que más atraen la atención de los clientes.

## Controversia y preocupaciones de intimidad
Aunque este tipo de tecnología parece útil y práctica, surgen ciertos problemas e inquietudes entre las personas comunes acerca de cómo será aplicada. Principalmente se debate sobre la seguridad y la privacidad de las personas con el uso de la misma. Por lo tanto, los investigadores y científicos deben tener en cuenta advertir a las personas sobre las capacidades de tales dispositivos informáticos en la interpretación del lenguaje corporal. Entonces, en caso de la construcción y puesta en práctica esta tecnología, por ejemplo para cuestiones de seguridad, se debe tener en cuenta su aceptación por parte del público en general. Eso incluye informar a las personas de que posiblemente serán observadas y supervisadas por una computadora que analizará sus movimientos y gestos cuando están haciendo algo tan simple como ir de compras en un centro comercial o transitar en una terminal.